# Pithári
Pithári är en ort i Grekland.   Den ligger i prefekturen Nomós Chaniás och regionen Kreta, i den södra delen av landet, 280 km söder om huvudstaden Aten. Pithári ligger 151 meter över havet och antalet invånare är 1 302.
Terrängen runt Pithári är kuperad åt sydost, men åt nordväst är den platt.Runt Pithári är det ganska tätbefolkat, med 72 invånare per kvadratkilometer. Närmaste större samhälle är Chania, 5,2 km väster om Pithári. 